# Polytrichum yuccaefolium
Polytrichum yuccaefolium là một loài rêu trong họ Polytrichaceae. Loài này được Ehrh. ex Funck mô tả khoa học đầu tiên năm 1801.